# Mariano Nichele
Mariano Nichele Atala (Parque del Plata, 26 settembre 2000) è un calciatore uruguaiano, attaccante del Cerro.

## Carriera
Nichele è cresciuto nel settore giovanile del Fénix, che lo ha prelevato nel 2018 dall'El Tanque Sisley. Ha debuttato in prima squadra il 2 ottobre 2021 nell'incontro di Primera División vinto 2-1 contro il Villa Española.
Rimasto svincolato, il 16 agosto 2023 ha firmato un contratto con il Dep. Maldonado.

## Statistiche

### Presenze e reti nei club
Statistiche aggiornate al 30 aprile 2024.
| Stagione        | Squadra         | Campionato      | Campionato | Campionato | Coppe nazionali | Coppe nazionali | Coppe nazionali | Coppe continentali | Coppe continentali | Coppe continentali | Altre coppe | Altre coppe | Altre coppe | Totale | Totale | Totale |
| Stagione        | Squadra         | Comp            | Pres       | Reti       | Comp            | Pres            | Reti            | Comp               | Pres               | Reti               | Comp        | Pres        | Reti        | Pres   | Reti   |        |
| --------------- | --------------- | --------------- | ---------- | ---------- | --------------- | --------------- | --------------- | ------------------ | ------------------ | ------------------ | ----------- | ----------- | ----------- | ------ | ------ | ------ |
| 2021            | Fénix           | PD              | 3          | 0          |                 | -               | -               |                    | -                  | -                  |             | -           | -           | 3      | 0      |        |
| 2022            | Fénix           | PD              | 13         | 0          | CU              | 0               | 0               |                    | -                  | -                  |             | -           | -           | 13     | 0      |        |
| 2023            | Fénix           | PD              | 10         | 0          | CU              | 0               | 0               |                    | -                  | -                  |             | -           | -           | 10     | 0      |        |
| 2023            | Dep. Maldonado  | PD              | 2          | 0          | CU              | 1               | 0               |                    | -                  | -                  |             | -           | -           | 3      | 0      |        |
| 2024            | Dep. Maldonado  | PD              | 1          | 0          | CU              | 0               | 0               |                    | -                  | -                  |             | -           | -           | 1      | 0      |        |
| Totale carriera | Totale carriera | Totale carriera | 29         | 0          |                 | 1               | 0               |                    | -                  | -                  |             | -           | -           | 30     | 0      |        |